# Veronica birleyi
Veronica birleyi är en grobladsväxtart som beskrevs av N. E. Brown. Veronica birleyi ingår i släktet veronikor, och familjen grobladsväxter. Inga underarter finns listade i Catalogue of Life.